# UTC+03:30

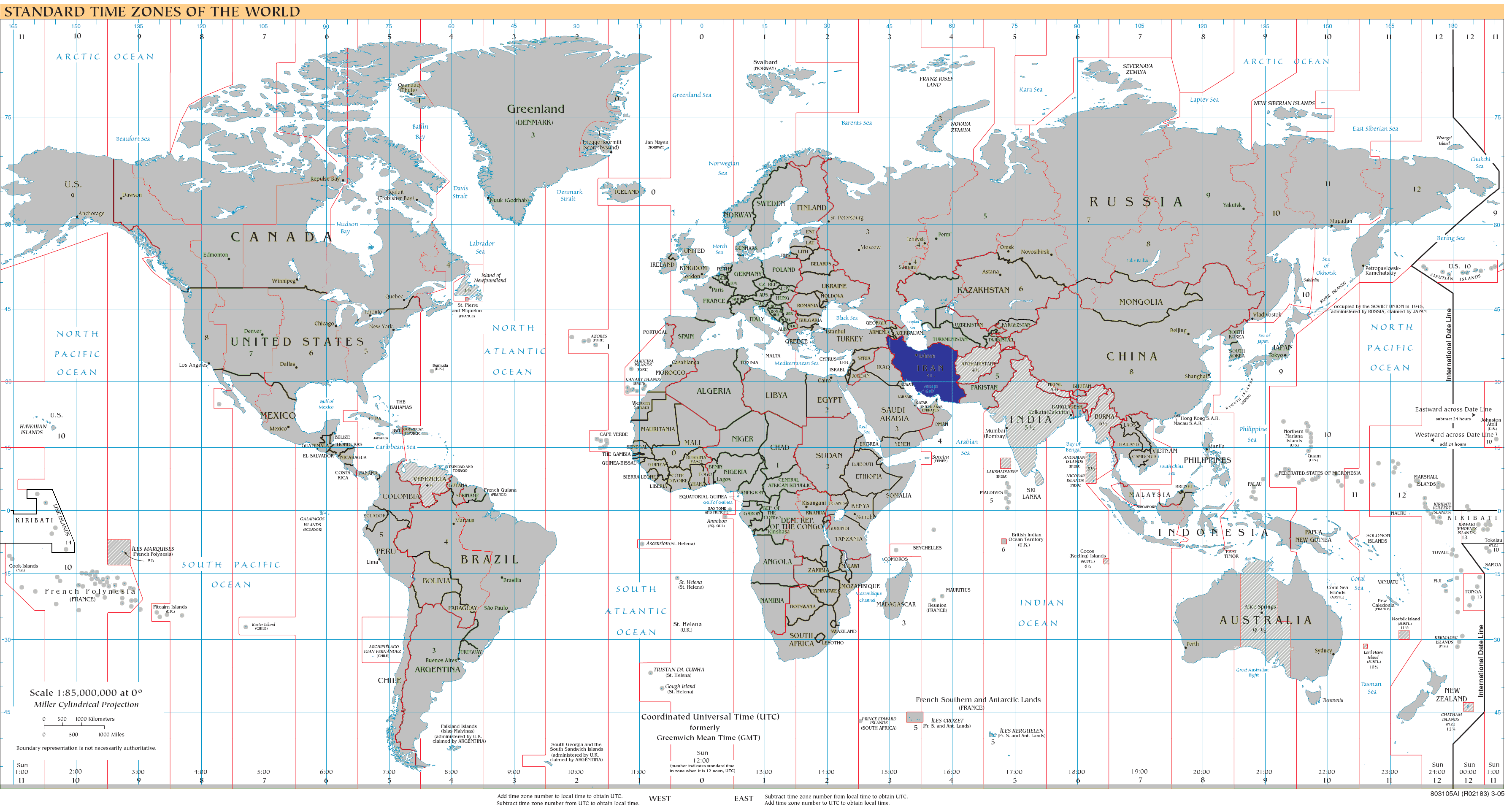
území, kde čas UTC+3½ platí celoročně
území, kde čas UTC+3½ platí sezónně v zimním období
území, kde čas UTC+3½ platí sezónně v letním období
území, kde čas UTC+3½ neplatí
mořské plochy spadající do pásma UTC+3½
mořské plochy nespadající do pásma UTC+3½
Poznámka: Stav k roku 2008

UTC+03:30 je zkratka a identifikátor časového posunu o +3½ hodiny oproti koordinovanému světovému času. Tato zkratka je všeobecně užívána.
Výjimečně lze nalézt zkratku C* nebo C'.
Zkratka se často chápe ve významu časového pásma s tímto časovým posunem. Tento čas je neobvyklý a jeho řídícím poledníkem je 52°30′ východní délky; pásmo by teoreticky mělo rozsah mezi 45° a 60° východní délky.

## Jiná pojmenování
| zkratka | česky | anglicky           | poznámka | odkaz |
| IRST    | -     | Iran Standard Time |          | [ 4 ] |

## Úředně stanovený čas
Čas UTC+03:30 je používán na následujících územích:

### Celoročně platný čas
- Írán — standardní čas[p 7] platný v tomto státě